# Kryostromkomparator
Kryostromkomparatoren (engl. cryogenic current comparator, CCC) werden in der elektrischen Präzisionsmesstechnik verwendet, um elektrische Stromstärken zu vergleichen bzw. Stromstärkeverhältnisse mit höchster Genauigkeit zu bestimmen. Sie übertreffen die Genauigkeit anderer Stromkomparatoren um mehrere Größenordnungen und werden in der elektrischen Metrologie beispielsweise zu hochpräzisen Vergleichsmessungen von elektrischen Widerständen oder zur Verstärkung und Messung extrem kleiner Stromstärken verwendet.
Das Prinzip des Kryostromkomparators geht auf I. K. Harvey zurück und basiert wesentlich auf den Eigenschaften von Supraleitern. Dabei werden makroskopische Quanteneffekte ausgenutzt. die in Supraleitern unterhalb der Sprungtemperatur von typischerweise wenigen Kelvin auftreten. Der Begriff „Kryo-Stromkomparator“ leitet sich daher ab von κρυος (gr. Frost, Eis) und comparare (lat. vergleichen).
Die im Kryostromkomparator vorteilhaft ausgenutzten Quanteneffekte sind zum einen der ideale Diamagnetismus des Supraleiters, bedingt durch den Meißner-Ochsenfeld-Effekt, und zum anderen die Eigenschaften eines supraleitenden Quantensensors.
Zum Vergleich zweier Stromstärken leitet man die Ströme durch zwei Drähte, die durch das Innere einer supraleitende Röhre geführt werden. Durch den Meißner-Effekt bildet sich auf der Innenseite der Röhre ein Strom aus, der exakt so groß ist wie die Summe aller Ströme im Inneren der Röhre. Dieser Abschirmstrom bewirkt ein verschwindendes Magnetfeld im Inneren der Röhre. Er fließt über die äußere Oberfläche der Röhre zurück und erzeugt außerhalb der Röhre ein Magnetfeld, welches mit einem hochempfindlichen Magnetometer nachgewiesen wird. Das vom Magnetometer nachgewiesene Magnetfeld ist nun ein Maß für die Gleichheit der Ströme – insbesondere verschwindet es, wenn die beiden zu vergleichenden Stromstärken gleich groß sind. Wichtig ist die Tatsache, dass die Stärke des Abschirmstromes und die Stromverteilung auf der Rohraußenseite unabhängig von der Anordnung bzw. Lage der Drähte im Inneren des Rohres sind.
Als Nulldetektor für das Magnetfeld werden SQUID-Magnetometer (SQUID = Superconducting Quantum Interference Device) eingesetzt. Sie erlauben den Nachweis extrem kleiner Magnetfeldänderungen, die Vielfachen des elementaren magnetischen Flussquants h/2e ≈ 2e-15 Vs entsprechen (h ist die Planck-Konstante, e die Elementarladung). Die Funktion des SQUID beruht auf makroskopischen Quanteninterferenzen, die in supraleitenden Schleifen mit Tunnelkontakten auftreten.
Widerstandsmessbrücken, die auf Kryostromkomparatoren basieren, werden für den Vergleich von elektrischen Widerständen benutzt, insbesondere für Messungen höchster Präzision, wie sie für die Reproduzierung der Widerstandseinheit auf der Basis des Quanten-Hall-Effektes (QHE) erforderlich sind. Anschlussmessungen von Normalwiderständen im Bereich 1 Ω bis 10 kΩ an einen QHE-Widerstand von 12,9 kΩ werden auf diese Weise an metrologischen Staatsinstituten wie der Physikalisch-Technischen Bundesanstalt (PTB) mit einer relativen Messunsicherheit von nur einigen 10−9 durchgeführt.